# حور أسود
الحَوْر الأسود أو الحور الروبي أو الحور الروي أو الحَور الروميّ (الاسم العلمي: Populus nigra) أحد أنواع الحور، ينتمي للفصيلة الصفصافية، موطنه أوروبا ووسط غرب آسيا وشمال إفريقيا. هي شجرة سريعة النمو يصل ارتفاعها إلى 25-30 متر وتعمر إلى 300 سنة.

## معرض الصور

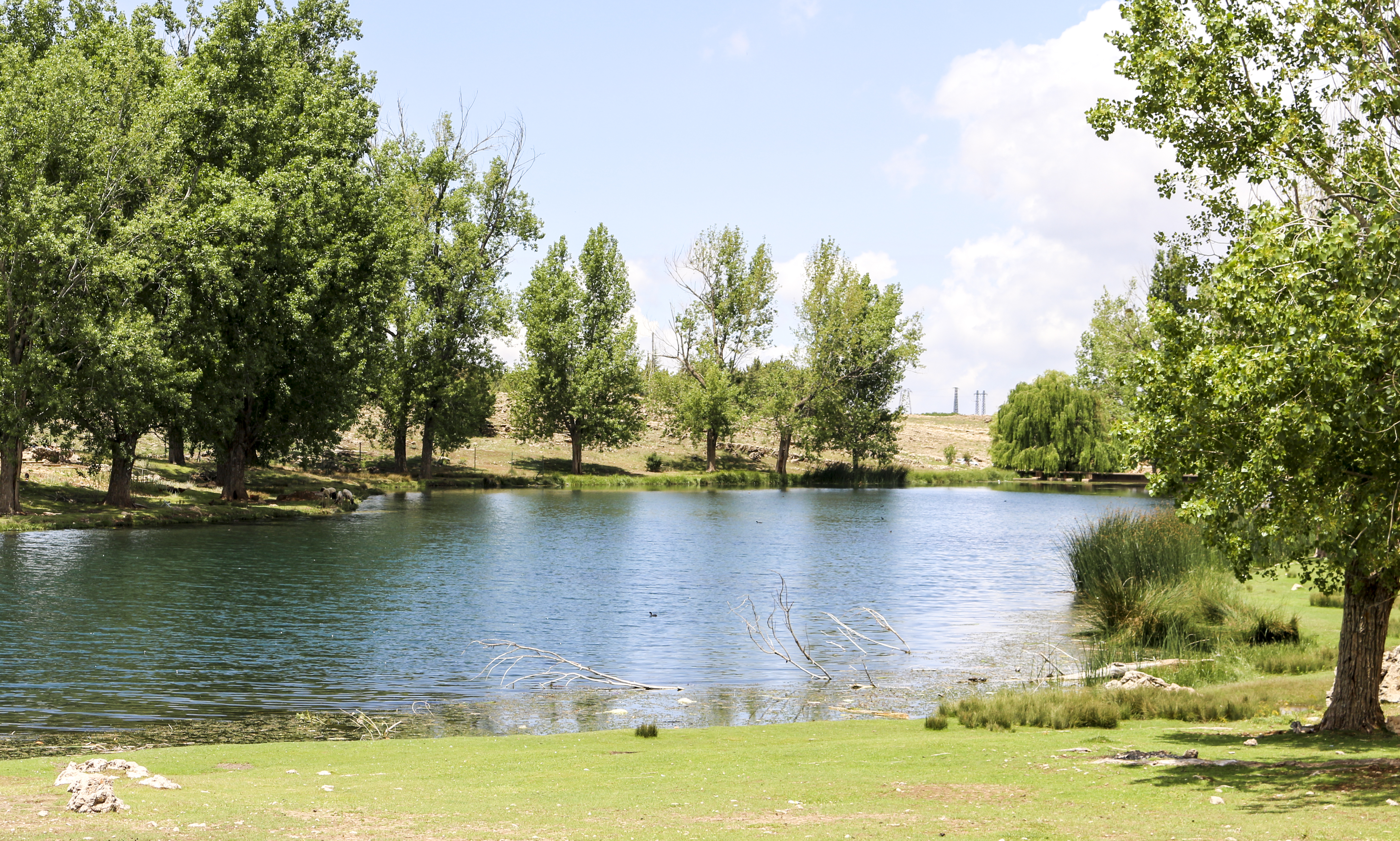
الحور الأسود على ضفاف بحيرة زروقة بالمغرب
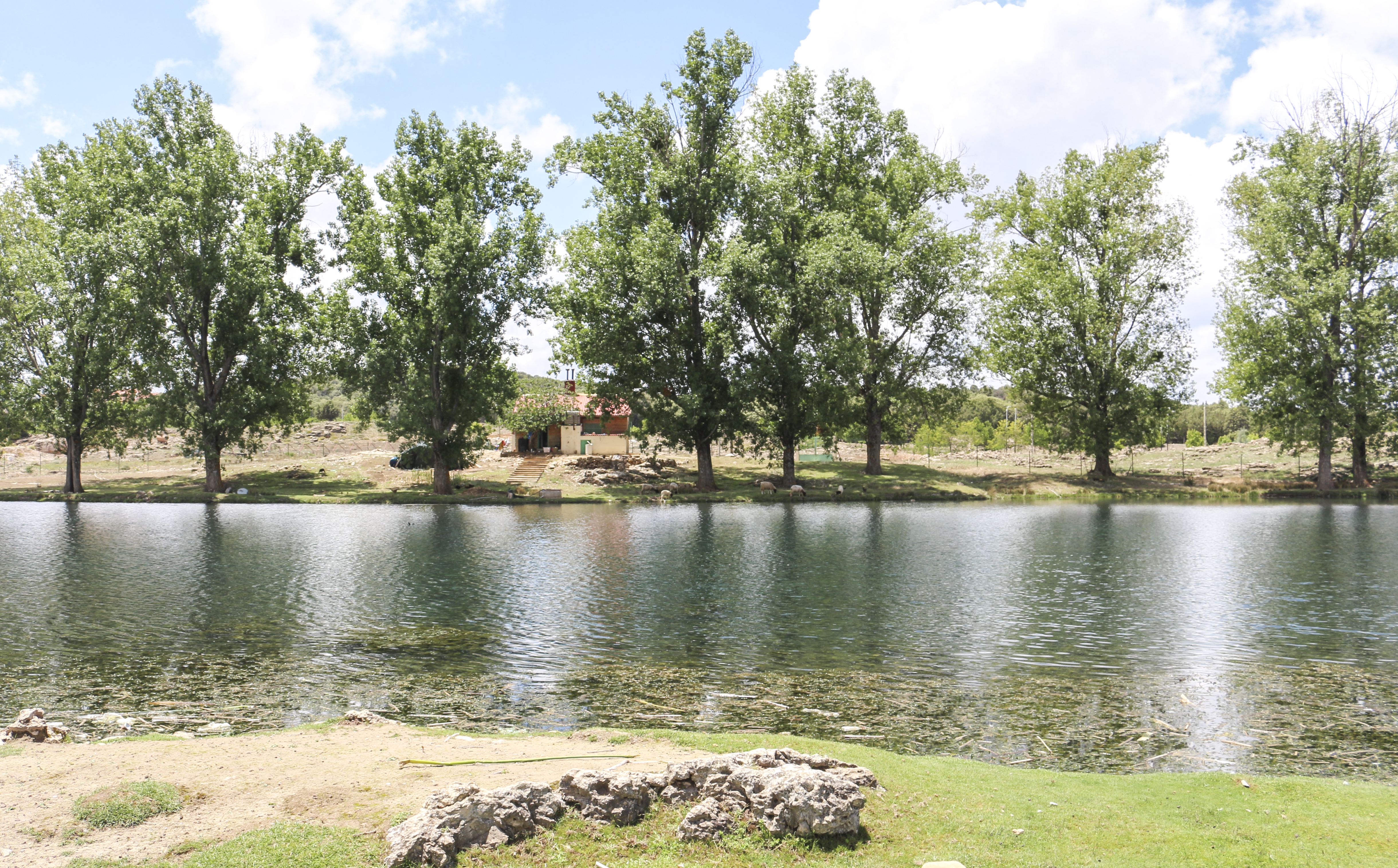
الحور الأسود على ضفاف بحيرة زروقة بالمغرب
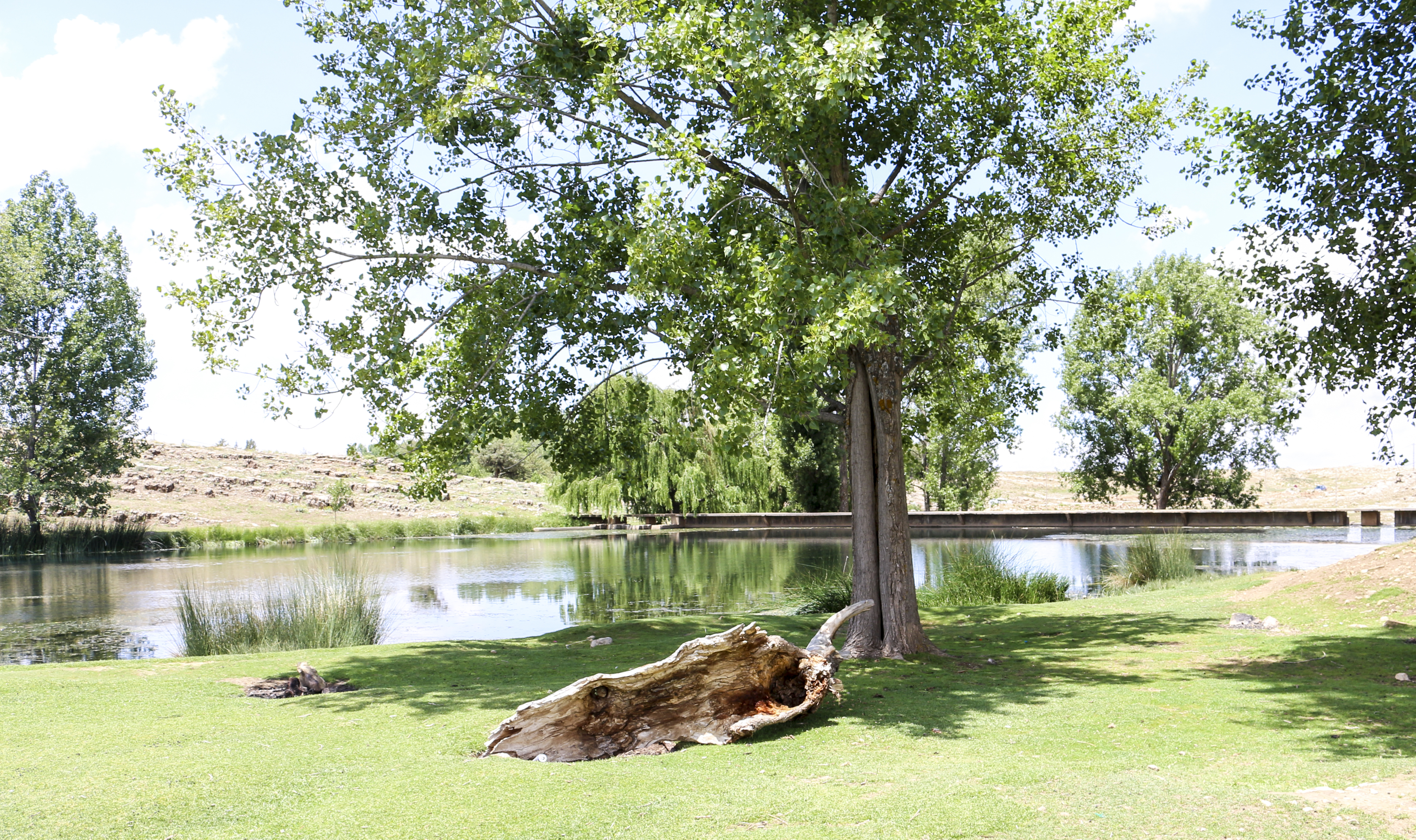
الحور الأسود على ضفاف بحيرة زروقة بالمغرب
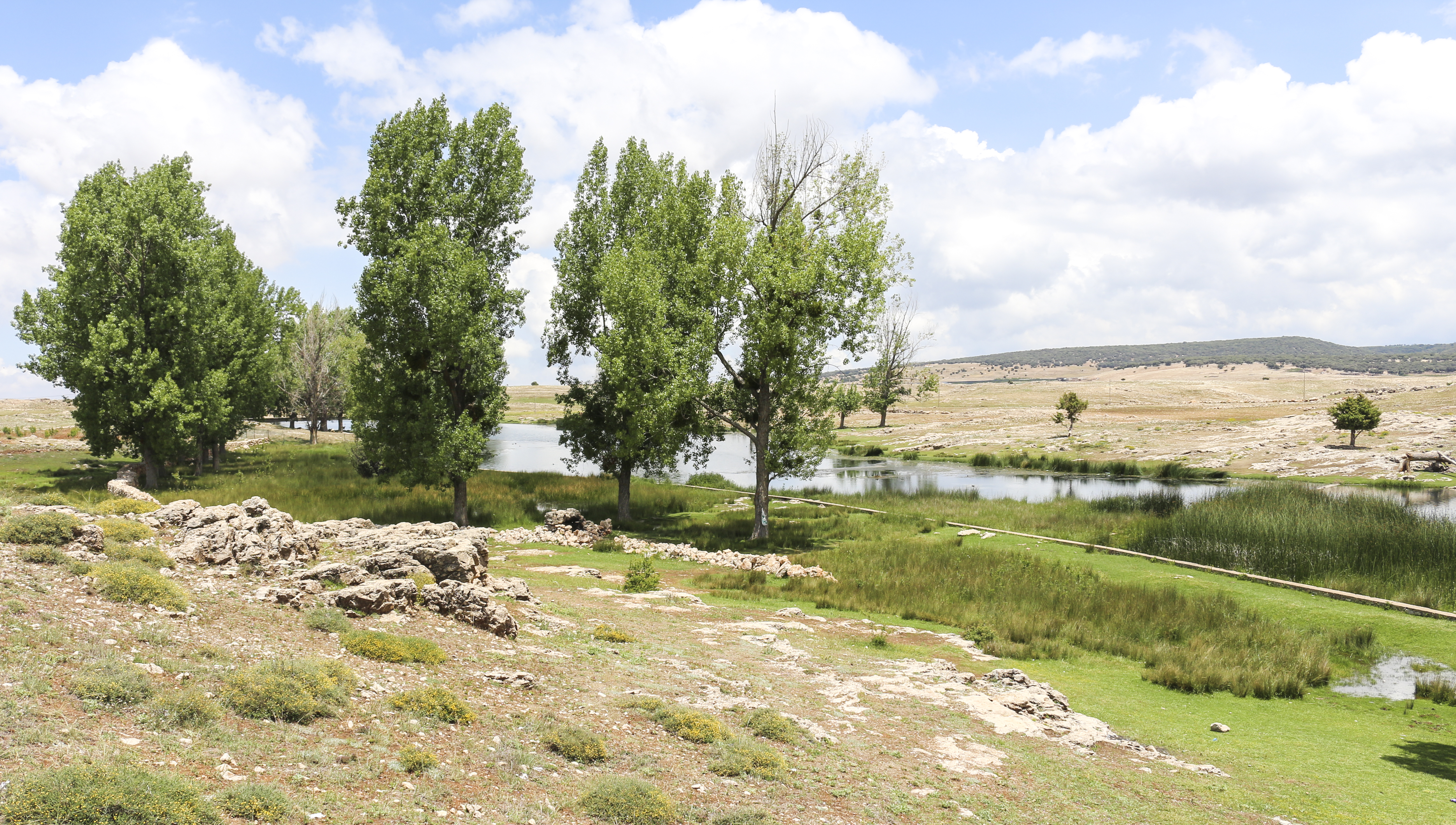
الحور الأسود على ضفاف بحيرة زروقة بالمغرب
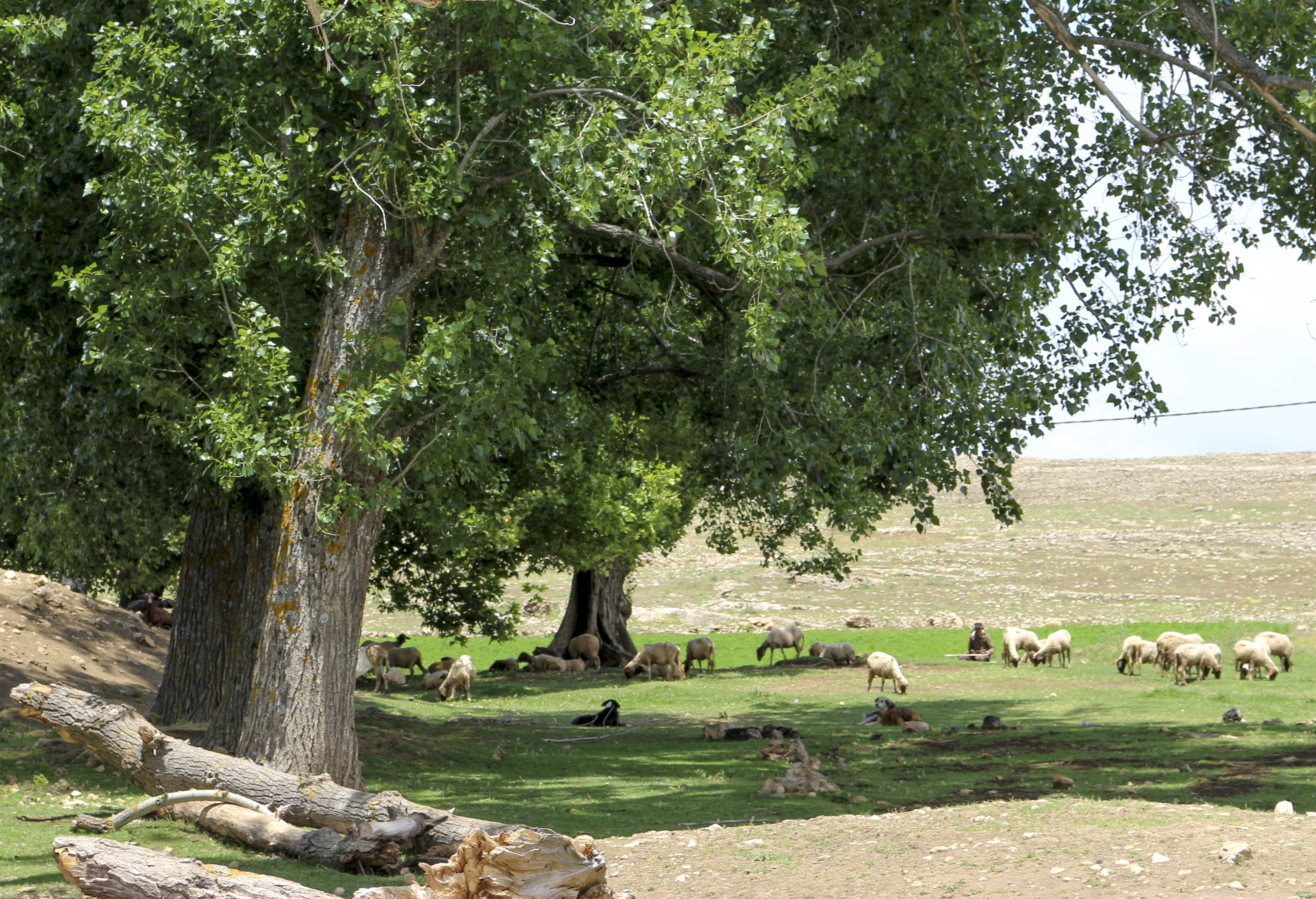
الحور الأسود على ضفاف بحيرة زروقة بالمغرب
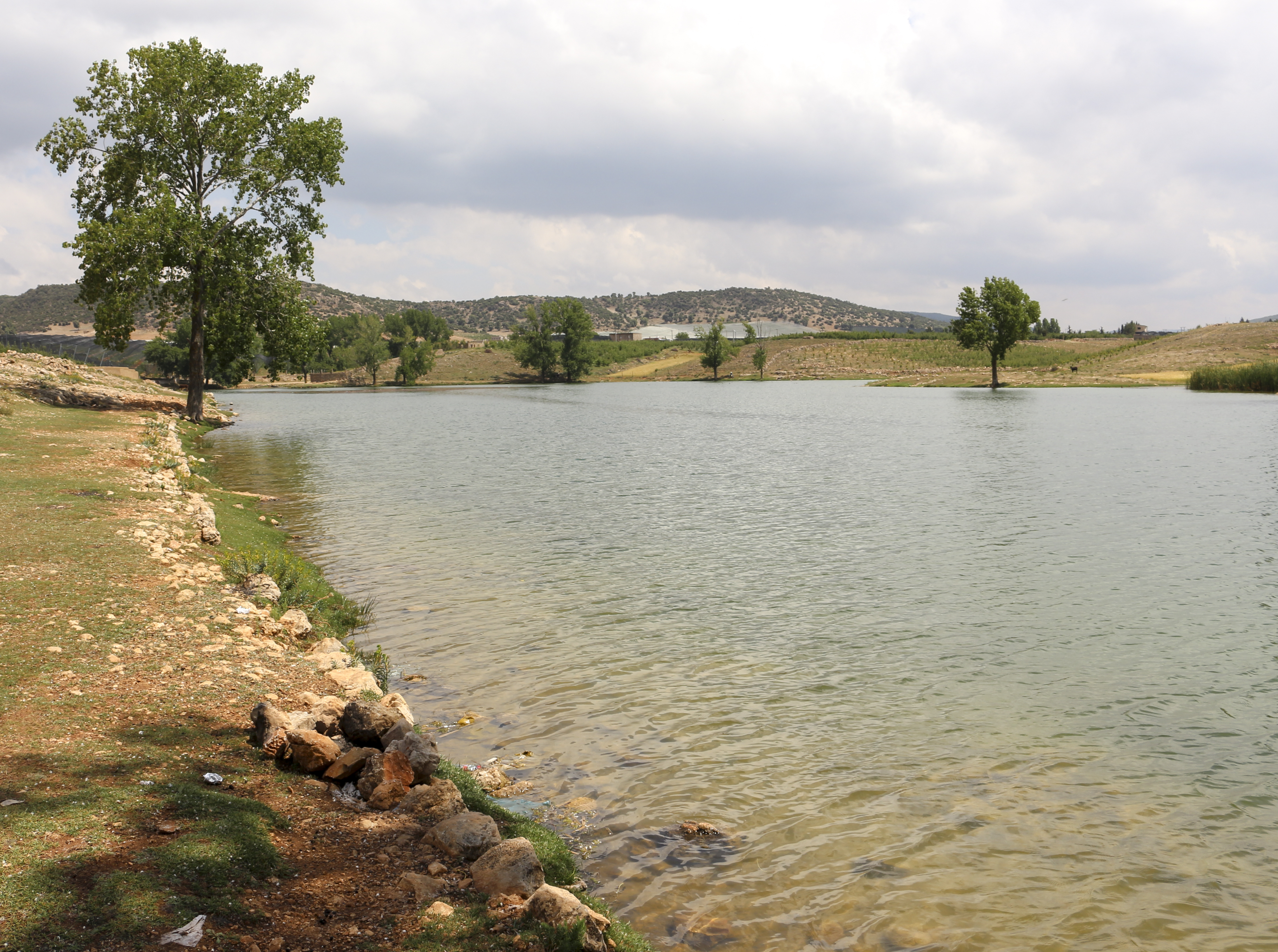
الحور الأسود على ضفاف بحيرة الأميرة بالأطلس المتوسط
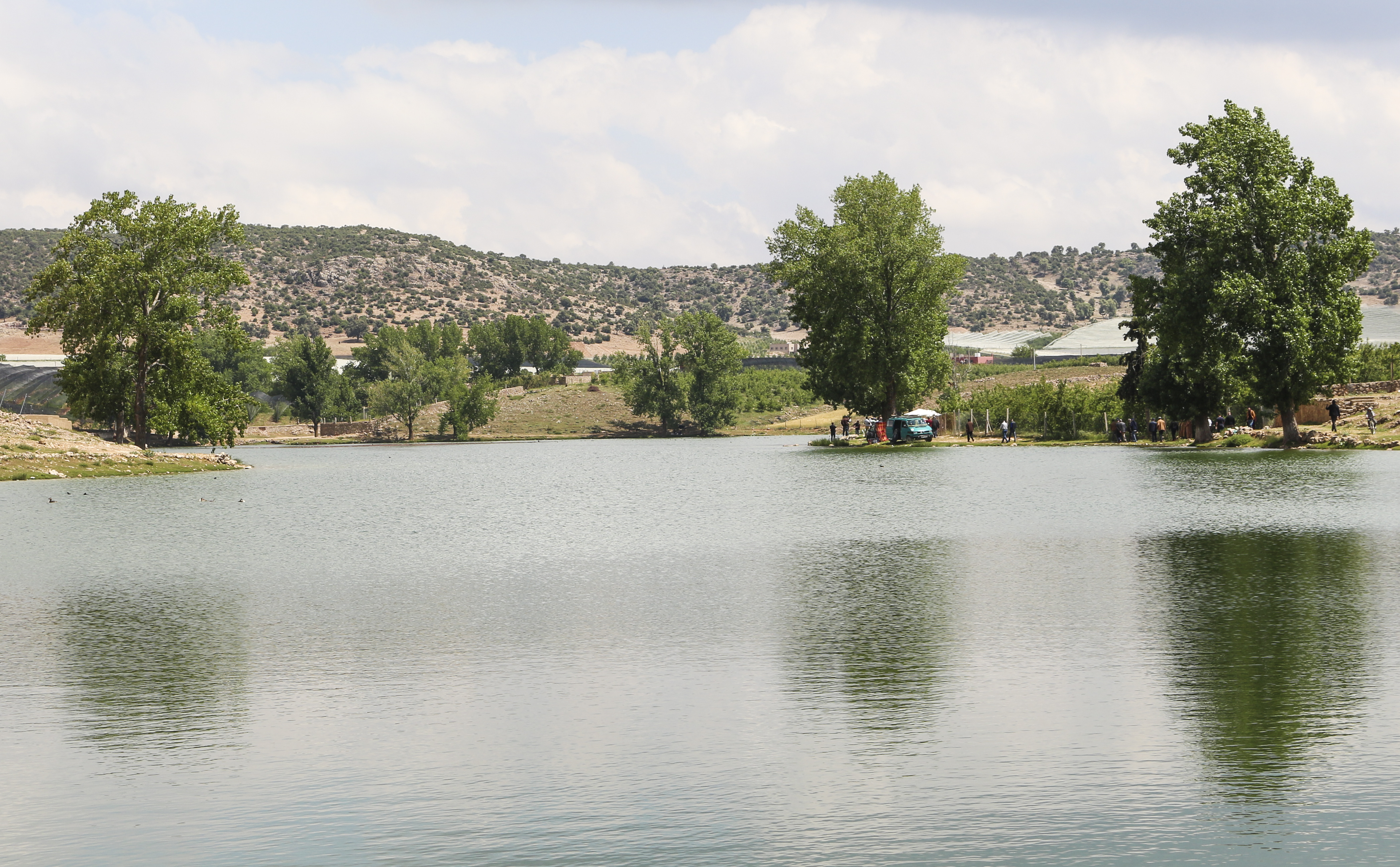
حور أسواد من بحيرة الأميرة بالأطلس المتوسط
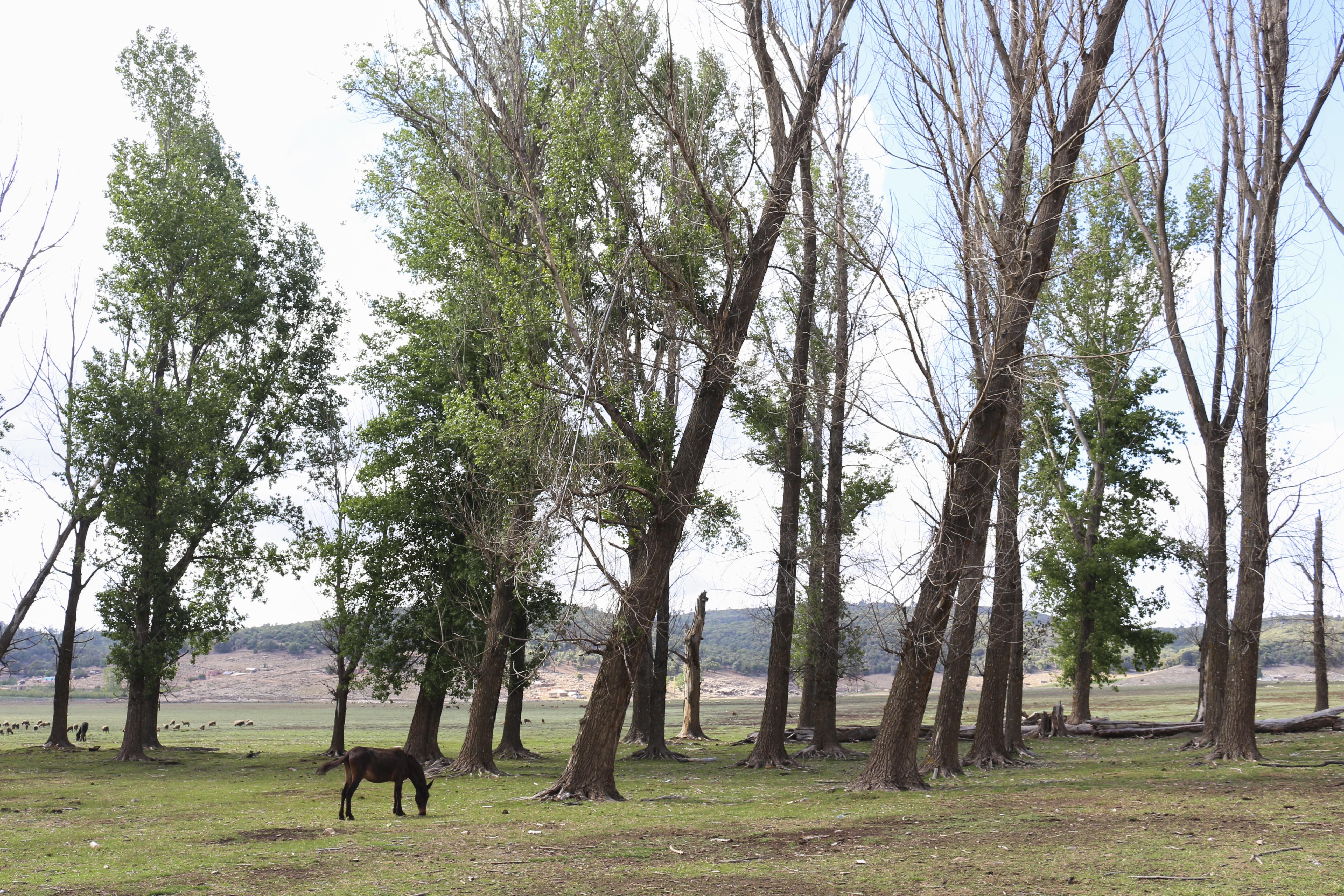
حور أسود من ضفاف بحيرة حشلاف بالأطلس المتوسط